# Internationale Zuständigkeit (Deutschland)
Durch die deutsche internationale Zuständigkeit wird bestimmt, ob ein deutsches Gericht zur Entscheidung eines Rechtsstreites befugt ist. Die internationale Zuständigkeit wird nicht durch eine einheitliche internationale Zuständigkeitordnung bestimmt, sondern ergibt sich aus autonomem deutschem Recht.

## Begriff und Abgrenzung
Die deutsche internationale Zuständigkeit bestimmt, wann ein deutsches Gericht zur Entscheidung eines Rechtsstreits berufen ist. Der deutsche Staat kann die internationale Zuständigkeit seiner Gerichte frei bestimmen. Eine einheitliche zentral geregelte Verteilung der internationalen Zuständigkeit existiert nicht. Streitig ist, ob dabei durch die allgemeinen Regeln des Völkerrechts Grenzen gesetzt werden. Eine Ansicht in der Rechtswissenschaft sieht diese Einschränkung dann als gegeben, wenn der Streit zum Forumsstaat keinerlei Beziehung aufweist.

### Internationale Zuständigkeit, örtliche Zuständigkeit und Gerichtsbarkeit
Der Begriff internationale Zuständigkeit ist von der völkerrechtlichen Figur der Gerichtsbarkeit und dem der örtlichen Zuständigkeit des internen Rechts abzugrenzen. Die internationale Zuständigkeit bestimmt, ob die Gerichte eines Staates in ihrer Gesamtheit zur Entscheidung berufen sind; die örtliche Zuständigkeit legt innerhalb eines Staates die Zuständigkeitsverteilung fest. Die internationale Zuständigkeit ist zwar in Deutschland nur selten eigens geregelt und wird meist aus der örtlichen abgeleitet, dennoch bildet sie eine eigene, selbstständig zu prüfende Prozessvoraussetzung. So kann die örtliche ohne die internationale, aber auch die internationale ohne die örtliche Zuständigkeit gegeben sein. Auch bei der Gerichtsbarkeit handelt es sich nach allgemeiner Meinung in der deutschen Rechtswissenschaft (anders als die juridiction in Frankreich) um eine eigene Prozessvoraussetzung, die vor allem bei diplomatischen Immunitäten ausgeschlossen ist.

### Direkte und indirekte Zuständigkeit
Die direkte Zuständigkeit gibt an, ob die deutsche Gerichtsbarkeit zur Streitentscheidung zwischen  am besten: Da mit der internationalen Zuständigkeit oft zugleich auch die Wahl über das anzuwendende internationale Privatrecht und somit das in der Sache anzuwendende materielle Recht bestimmt wird, ist der Regel actor sequitur forum rei im Interesse des Beklagten besonderes Gewicht beizumessen. Andere Rechtsordnungen (etwa Frankreich) knüpfen demgegenüber für den allgemeinen Gerichtsstand auch an die Staatsangehörigkeit an.
Sachbezogene Anknüpfungskriterien kommen oft dem Kläger entgegen oder sehen ihre Legitimation in der Tatnähe des Gerichts. Sie eröffnen besondere Gerichtsstände für bestimmte Streitigkeiten, so etwa der Erfüllungsort, der Tatort bei Deliktsklagen sowie der Belegenheitsort, wobei letzteres der Standort eines Grundstücks ist.
Als exorbitante Gerichtsstände bezeichnet man international ungebräuchliche Anknüpfungskriterien, die ob ihrer Weite von anderen Staaten oft als unerwünscht bezeichnet werden. Als exorbitanter Gerichtsstand wird in Deutschland die Zuständigkeit nach § 23 Satz 1 Alternative 1 ZPO bezeichnet, der eine Klage zulässt, wo sich Vermögen des Beklagten befindet. Als exorbitant wird beispielsweise auch die Zuständigkeit nach Art. 14 C.civ. in Frankreich bezeichnet, die jedem französischen Staatsangehörigen die Klage in Frankreich gestattet.

### Ausschließliche internationale Zuständigkeit
Oft stehen dem Kläger mehrere Gerichtsstände zur Verfügung. Aus rechtspolitischen Erwägungen kann der deutsche Gesetzgeber jedoch auch ausschließliche Zuständigkeiten festlegen; in diesem Fall ist eine Klage ausschließlich am festgelegten Gerichtsstand möglich. Auch durch Parteivereinbarung kann dieser Gerichtsstand nicht derogiert werden.

### Forum Shopping
Als Forum Shopping bezeichnet man die Ausnutzung der nebeneinander bestehenden internationalen Zuständigkeit verschiedener Länder. Der Kläger wählt dabei die Gerichte des Staates, die das ihm günstigste materielle Recht haben.

## Rechtsquellen

### Europarecht und Staatsverträge
Innerhalb der EWG-Staaten galt ab dem 27. September 1968 das Übereinkommen über die gerichtliche Zuständigkeit und die Vollstreckung gerichtlicher Entscheidungen in Zivil- und Handelssachen (GVÜ). Ziel dieses völkerrechtlichen Vertrages war es, die gegenseitige Anerkennung und Vollstreckung richterlicher Entscheidungen im Hinblick auf Art. 220 (= 293) EGV zu erleichtern. Es wurde (zunächst mit Ausnahme Dänemarks) durch die Verordnungen Brüssel I (EuGVVO) aus dem Jahre (2001) und Brüssel IIa (EuEheVO) ersetzt. Gegenüber der Schweiz, Island und Norwegen gilt das mit der EuGVVO fast inhaltsgleiche Lugano-Übereinkommen.
Weiterhin gelten für einige Spezialgebiete:
- für den Straßengüterverkehr: Art. 31 Abs. 1 CMR
- für den Eisenbahnverkehr: Art. 52 CIV und Art. 56 CIM
- für den Luftverkehr: Art. 33 des Montrealer Übereinkommens
- für den Schiffsverkehr: Art. 34 Abs. 2 der Mannheimer Akte
- für Schifffahrtszusammenstöße: Art. 1 und 2 des SchZusZZustÜbk vom 10. Mai 1952
- für Reaktorschiffe: Art. X 1 des Brüsseler Übereinkommens vom 25. Mai 1962
- für Ölverschmutzungsschäden: Art. IX 1 des ÖlHaftÜbk von 1984
- für Kernenergieunfalle: Art. 13 des ParAtHaftÜbk vom 27. Juli 1960

### Autonomes deutsches Recht
Im autonomen deutschen Recht ist die internationale Zuständigkeit selten explizit geregelt. Jedoch werden die Regeln über die örtliche Zuständigkeit auf die internationale Zuständigkeit ausgedehnt: Ist nach der ZPO ein deutsches Gericht örtlich zuständig, so wird auf die deutsche internationale Zuständigkeit geschlossen.
Ausdrückliche Regelungen der internationalen Zuständigkeit finden sich in folgenden Gesetzen:
- §§ 38, 40, (606, 606a, 640, 640a alte Fassung) ZPO
- § 12 VerschG
- § 738a HGB.

## Direkte Zuständigkeit

### Zuständigkeiten der streitigen Gerichtsbarkeit
Für Fälle mit Auslandsberührung zu anderen Mitgliedsstaaten der EU gilt in Deutschland in den meisten Fällen europaweit vereinheitlichtes Zuständigkeitsrecht nach den EU-Verordnungen zur Zuständigkeit in Zivil- und Ehesachen:
→ Verordnung (EG) Nr. 44/2001 (EuGVVO)
→ Verordnung (EG) Nr. 2201/2003 (EuEheVO)
In den meisten anderen Fällen wird die internationale Zuständigkeit aus der örtlichen Zuständigkeit abgeleitet: Ist ein deutsches Gericht örtlich zuständig, ist es auch international zuständig.

#### Allgemeiner Gerichtsstand
Auch für die internationale Zuständigkeit gilt der Grundsatz actor sequitur forum rei: Der Kläger muss somit grundsätzlich vor einem ausländischen Gericht klagen, der Beklagte kann sich auf ein ihm bekanntes Rechtssystem und die Verwendung der eigenen Sprache verlassen. Die ZPO unterscheidet für den allgemeinen Gerichtsstand zwischen natürlichen und juristischen Personen:
- Natürliche Personen: Gemäß §§ 12, 13 ZPO haben natürliche Personen ihren allgemeinen Gerichtsstand ungeachtet ihrer Staatsangehörigkeit an ihrem Wohnsitz. Der Begriff Wohnsitz wird dabei nach lex fori, also den §§ 7 bis 11 BGB ausgelegt.
- Juristische Personen: Gemäß §§ 12, 17 ZPO haben juristische Personen ihren allgemeinen Gerichtsstand an ihrem satzungsmäßigen Sitz.

#### Besondere Gerichtsstände

##### Gerichtsstände für Vertragsstreitigkeiten

###### Gerichtsstand des Erfüllungsortes
Gemäß § 29 ZPO kann der Kläger am Gerichtsstand des Erfüllungsortes klagen. Die Voraussetzungen des § 29 ZPO werden in drei Stufen geprüft:
1. Bestehen eines vertraglichen Anspruches. Vertraglicher Anspruch ist dabei nach lex fori zu qualifizieren.
2. Streitige Verpflichtung. Abzustellen ist nicht auf den Erfüllungsort des Vertrages, sondern denjenigen der konkret streitigen Verpflichtung.
3. Erfüllungsort. Die herrschende Meinung stellt den Erfüllungsort nach der lex causae fest.

###### Klagen von und gegen Verbraucher
§ 29c ZPO besagt, dass bei Haustürgeschäften der Verbraucher als Kläger zusätzlich immer an seinem Wohnsitz klagen, als Beklagter nur dort verklagt werden kann. Auch diese Regelung wird doppelfunktional ausgelegt.

###### Versicherungsverträge
§ 215 VVG statuiert eine zusätzliche derogationsfeste Zuständigkeit am Wohnsitz/gewöhnlichen Aufenthalt des Versicherungsnehmers.

###### Arbeitsverträge
Für Arbeitsverträge gelten die allgemeinen Zuständigkeitsbestimmungen der ZPO.

##### Gerichtsstand der unerlaubten Handlung
Der Beweisnähe dient die Regelung des § 32 ZPO, wonach am Ort geklagt werden kann, an dem die unerlaubte Handlung begangen wurde (forum delicti). Bei Distanz- und Streudelikten gilt als Tatort sowohl der Handlungs- als auch der Erfolgsort (Ubiquitätsprinzip).

##### Gerichtsstand der Belegenheit
Ein ausschließlicher Gerichtsstand ergibt sich nach § 24 ZPO für dingliche Rechte an unbeweglichen Sachen an deren Lageort. Dingliches Recht und unbewegliche Sache werden nach lex fori qualifiziert.

##### Gerichtsstand der Niederlassung
§ 21 ZPO eröffnet einen Gerichtsstand für im Inland gelegene Niederlassungen.

##### Gerichtsstand des Gesellschaftsrechts
Gesellschafter können ihre Gesellschaft nach § 22 ZPO am allgemeinen Gerichtsstand der Gesellschaft verklagen und dort von dieser verklagt werden.

##### Vermögensgerichtsstand
Eine (zum Teil heftig kritisierte) Besonderheit stellt international der Vermögensgerichtsstand nach § 23 ZPO dar. Demnach kann der Kläger auch vor den deutschen Gerichten klagen, wenn sich Vermögen des Beklagten in Deutschland befindet. Um die exorbitante Zuständigkeit einzuschränken, fordert die Rechtsprechung als zusätzliche Voraussetzung der Zuständigkeit einen hinreichenden Inlandsbezug.

### Gerichtsstandsvereinbarungen
Gerichtsstandsklauseln, also vertragliche Vereinbarungen über den Gerichtsstand, sind grundsätzlich zulässig; sie sind in den §§ 38–40 ZPO geregelt. Möglich sind zwei Konstellationen:
- Begründung einer gesetzlich nicht gegebenen Zuständigkeit (Prorogation)
- Ausschluss einer gesetzlich gegebenen Zuständigkeit (Derogation)

### Zuständigkeiten in Familiensachen und in der freiwilligen Gerichtsbarkeit
Die internationale Zuständigkeit für Familiensachen und die freiwillige Gerichtsbarkeit ist in den §§ 98 bis 106 FamFG geregelt.

### Prozessuales
Für die internationale Zuständigkeit gilt nach herrschender Meinung für die streitige Gerichtsbarkeit in analoger Anwendung von § 261 Abs. 3 Nr. 2 perpetuatio fori.

## Indirekte Zuständigkeit
Nach § 328 Abs. 1 Nr. 1 ZPO ist die Anerkennungszuständigkeit der Entscheidungszuständigkeit entsprechend: Deutsche Gerichte können also die Entscheidungen ausländischer Gerichte nur anerkennen, wenn diese bei hypothetischer Anwendung deutschen Rechts die Entscheidungszuständigkeit gehabt hätten (sog. Spiegelbildprinzip).